# 매슈 리처즈 (수영 선수)
매슈 리처즈(영어: Matthew Richards, 2002년 12월 17일~)는 영국의 수영 선수로 주 종목은 자유형이다. 2020년 하계 올림픽에서 남자 자유형 200m 계영 부문 금메달을 획득했고 2024년 하계 올림픽에서 남자 자유형 200m 계영 부문 금메달과 남자 자유형 200m 은메달을 획득했다. 또한 세계 선수권 대회에서 금메달 3개, 동메달 3개를 획득했다.